# Autoestrada A27 (Itália)
A Autoestrada A27 (também conhecida como Autostrada d'Alemagna) é uma autoestrada da Itália que conecta Mestre (Itália) a Pian di Vedoia, passando por Treviso, Conegliano e Belluno. Está ligada à Alemanha através da Strada statale 51. Sua gestão está a cargo da concessionária Autostrade per l'Italia.

## Percurso
| MESTRE - BELLUNO Autostrada d'Alemagna | |      |      |           |
| Tipo                                   | Saída | ↓km↓ | ↑km↑ | Província |
|                                        | Tangenziale di Mestre Aeroporto Marco Polo Jesolo                                                         | 0,0  | 82,5 | VE        |
|                                        | Mogliano Veneto                                                                                           | 4,0  | 78,5 | TV        |
|                                        | Casale sul Sile Saída somente em Treviso, entrada por ambos os lados.                                     | 4,8  | 77,3 | TV        |
|                                        | Barriera Venezia Nord                                                                                     | 5    | 77,5 | TV        |
|                                        | Milano-Trieste                                                                                            | 6,4  | 76,1 | TV        |
|                                        | Treviso Sud                                                                                               | 13,4 | 70,6 | TV        |
|                                        | Treviso Nord                                                                                              | 22,6 | 61,4 | TV        |
|                                        | Pedemontana Veneta (2017)                                                                                 |      |      | TV        |
|                                        | Area servizio "Piave"                                                                                     | 26,0 | 58,0 | TV        |
|                                        | Conegliano Portogruaro - Pordenone - Conegliano                                                           | 41,2 | 42,8 | TV        |
|                                        | Area servizio "Cervada est"                                                                               | 50,0 | 34,0 | TV        |
|                                        | Vittorio Veneto Sud                                                                                       | 52,3 | 31,7 | TV        |
|                                        | Vittorio Veneto Nord                                                                                      | 58,9 | 25,1 | TV        |
|                                        | Fadalto - Lago di Santa Croce Acessível só na saída em direção a Belluno e na entrada em direção a Veneza | 66,9 | 17,1 |           |
|                                        | Barriera Belluno                                                                                          | 75,2 | 8,8  | BL        |
|                                        | Belluno                                                                                                   | 77,2 | 6,8  | BL        |
|                                        | Area Servizio "Ponte nelle Alpi ovest"                                                                    | 82,0 | 2,0  | BL        |
|                                        | Area Parcheggio "Ponte nelle Alpi est"                                                                    | 82,0 | 2,0  | BL        |
|                                        | Pian di Vedoia                                                                                            | 82,5 | 0,0  | BL        |
|                                        | Cadore - Dolomiti di Alemagna Cortina d'Ampezzo                                                           | -    | -    | BL        |